# Adriana Gutiérrez Colón
Adriana Gutiérrez Colón (San Juan, 5 de junio de 1989) es una abogada y política puertorriqueña del Partido Independentista Puertorriqueño. Desde enero de 2025 sirve como representante por acumulación.

## Biografía
Adriana Gutiérrez Colón nació el 5 de junio de 1989 en San Juan como la menor de 4 hermanos. Durante su infancia estudió en un colegio católico.
Gutiérrez completó un bachillerato en Artes con concentración en Historia de las Américas en la Universidad de Puerto Rico, Recinto de Río Piedras. Posteriormente, completó el grado de juris doctor en la Facultad de Derecho de la Universidad Interamericana de Puerto Rico donde donde formó parte de la Clínica de Derechos Humanos. Durante sus estudios de derecho también trabajó como mesera. Adicionalmente, cursó estudios en la Facultad de Derecho de la Universidad Autónoma de Chiapas en Tuxtla Gutiérrez, capital del estado mexicano de Chiapas.

## Carrera política
Gutiérrez ha fungido como funcionaria de colegio electoral y como asistente legislativa de la senadora María de Lourdes Santiago. Entre 2017-2025 Gutiérrez trabajó en la oficina del representante Denis Márquez Lebrón como asesora legal.
Desde el 2021, Gutiérrez sirve como Secretaria de Asuntos de la Mujer y Género del PIP. Adicionalmente, forma parte del equipo de trabajo del podcast Radio Independencia.
En las elecciones de 2020 Gutiérrez fue candidata al Senado de Puerto Rico por el distrito de San Juan quedando séptimo lugar. Para las elecciones de 2024, Gutiérrez fue presentada como candidata a la Cámara de Representantes de Puerto Rico por el 4.º distrito por la recién creada Alianza de País entre el Partido Independentista Puertorriqueño y el Movimiento Victoria Ciudadana. Gutiérrez fue derrotada frente al incumbente del Partido Nuevo Progresista Victor Parés. Dado a la cláusula de minorías de la Constitución logró ganar uno de los dos escaños por añadidura del PIP convirtiéndose en Representante por Acumulación.

## Historial electoral
| Año  | Cargo                                | Tipo      | Partido | Partido | Votos  | %     | Posición | Resultado |
| ---- | ------------------------------------ | --------- | ------- | ------- | ------ | ----- | -------- | --------- |
| 2020 | Senadora por el distrito de San Juan | Generales |         | PIP     | 18,616 | 6.79  | 7.ª      | Derrotada |
| 2024 | Representante por el 4.º distrito    | Generales |         | PIP     | 10,866 | 34.07 | 2.ª      | Electa    |